# Espongiocele
Em Zoologia, chama-se espongiocele, espongiocélio ou átrio à cavidade central do corpo dos animais do filo Porifera - as esponjas.
Com uma estrutura muito simples, as esponjas alimentam-se e respiram por filtração: a água entra no corpo através de orifícios na parede do corpo (os ostia) e sai pelo ósculo, uma grande abertura, na extremidade livre do corpo.
A parede do espongiocele é forrada por células flageladas (os coanócitos) que, juntamente com as contrações da parede, criam a corrente de renovação da água.